# 9. Panzerdivision (NVA)
Die 9. Panzerdivision (NVA) „Heinz Hoffmann“, kurz 9. PD war ein Großverband der Nationalen Volksarmee der DDR.

## Geschichte

### Herkunft der militärischen Formationen

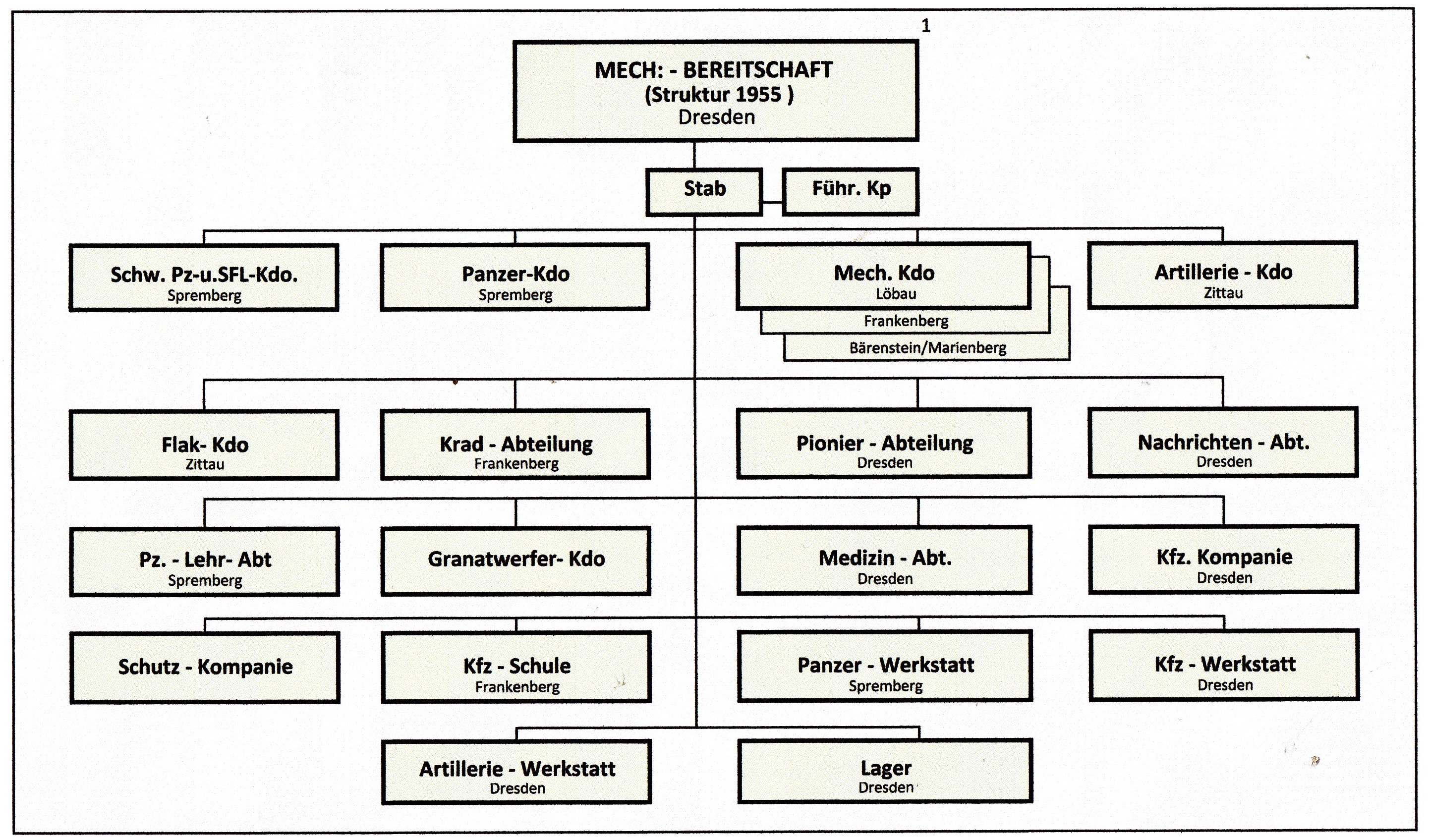
Gliederung der Mech.-Bereitschaft der KVP am Beispiel: Dresden (1955)

Bereits bei Schaffung der Kasernierten Volkspolizei (KVP) Anfang der 1950er Jahre wurden neben Infanterieverbänden auch mechanisierte Verbände aufgestellt, darunter die Mechanisierte Bereitschaft Eggesin der KVP. Die maßgebliche Forderung aus der Sowjetunion nach originären DDR-Streitkräften bekam erst Öffentlichkeit, nachdem im November 1955 in der Bundesrepublik Deutschland die Bundeswehr geschaffen wurde.
Am 18. Januar 1956 verabschiedete die Volkskammer der DDR nach Rücksprache der SED-Führung mit dem ZK der KPdSU das Gesetz „über die Schaffung der Nationalen Volksarmee und des Ministeriums für Nationale Verteidigung“. Für die einsatzbereiten Formationen der KVP begannen de-facto bereits im Spätherbst 1955 die Vorbereitungen zur Umwandlung in reguläre Streitkräfte der DDR. Eine wichtige Orientierung für den Aufbau, die Struktur, Ausrüstung und Ausbildung gab Ende Januar 1956 die erste Tagung der Teilnehmerstaaten des Warschauer Vertrages. Die zu schaffenden bewaffneten Kontingente der NVA sollten in die Vereinten Streitkräfte integrierbar sein.
Vorgesehen war, nach sowjetischem Vorbild strukturierte Mechanisierte Divisionen (zwei MD), Infanteriedivisionen (drei ID) und Panzerdivisionen (drei PD) aufzustellen. Bereits im Sommer 1956 wurden auf der Grundlage neuester sowjetischer Vorstellungen über Aufbau, Ausrüstung und Einsatz der Streitkräfte Veränderungen erforderlich. Die im Aufbau befindlichen Infanteriedivisionen und Mechanisierten Divisionen der NVA wurden in Erweiterung des ursprünglichen Befehls 1/56 durch Befehl 99/56 des Ministers vom 17. Oktober 1956 in Mot.-Schützendivisionen bzw. in Panzerdivisionen umformiert.
Das zum 1. März 1956 gebildete Ministerium für Nationale Verteidigung (MfNV) ordnete diese Formationen den zwei Kommandos der Militärbezirke (Kdo MB III und Kdo MB V) der Landstreitkräfte zu. Aus dem Bestand der Kommandos wurde im Felddienst je ein Armeekommando gebildet. Dem KMB V (Standort Pasewalk/Neubrandenburg), als verantwortlichem militärischen Führungsorgan im Nordterritorium der DDR, wurde die aufzustellende 9. Panzerdivision (Standort des Stabes – Eggesin) zugeteilt. Ab 1972 wurde das Kommando Landstreitkräfte gebildet, das im Auftrag des MfNV die beiden Militärbezirke führte.

### Aufstellung und Auftrag der 9. PD
Die Division wurde ursprünglich am 15. September 1956 als 9. Panzerdivision (9. PD) laut Befehl Nr. 69/56 des Ministers für Nationale Verteidigung, Generaloberst Willi Stoph, aus der Mechanisierten Bereitschaft Eggesin der Kasernierten Volkspolizei (KVP) im Militärbezirk V aufgestellt. Die 9. PD wurde am 15. September 1956 mit Übergabe der Truppenfahne an Oberst Reinhold Tappert in Dienst gestellt und vereidigt.
Gliederungsgrundlage für die Schaffung dieses Verbandstyps war weitestgehend die Panzerdivision der Sowjetarmee. Ihre Struktur entsprach in späteren Jahren einem Personalbestand von nahezu 8.500 im Garnisonsdienst. Im Unterschied zu den sowjetischen Divisionen hatten die Panzerdivisionen der NVA keine Kampfhubschrauber und verfügten bei den Mot.-Schützen- und Panzerformationen über geringeren Kampfbestand.
Der Auftrag der 9. PD bestand verfassungsgemäß darin, dass dieser taktische Verband der NVA im Bündnis mit den Koalitionsstreitkräften „das friedliche Leben der Bürger der DDR und aller Staaten der sozialistischen Gemeinschaft gegen jegliche Angriffe der aggressiven Kräfte … schützt und die Souveränität der DDR, ihre territoriale Integrität sowie die Unverletzlichkeit ihrer Grenzen und ihrer staatlichen Sicherheit gewährleistet.“ Die Division war ab 1962 zu Handlungen im Bestand operativer Gruppierungen (Armee, Armeekorps) beliebiger Teilnehmerstaaten der Ersten Strategischen Staffel der Vereinten Streitkräfte auf dem Westlichen Kriegsschauplatz (WKSP) vorgesehen.

### Militärische Ausbildung in der 9. PD

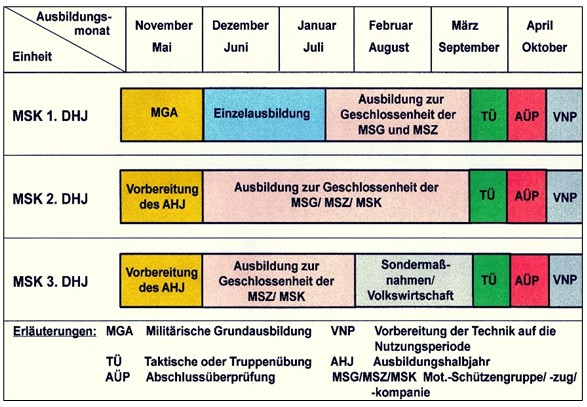
Ausbildungsetappen Mot.-Schützen-/Panzer-Programm Landstreitkräfte ab 1981

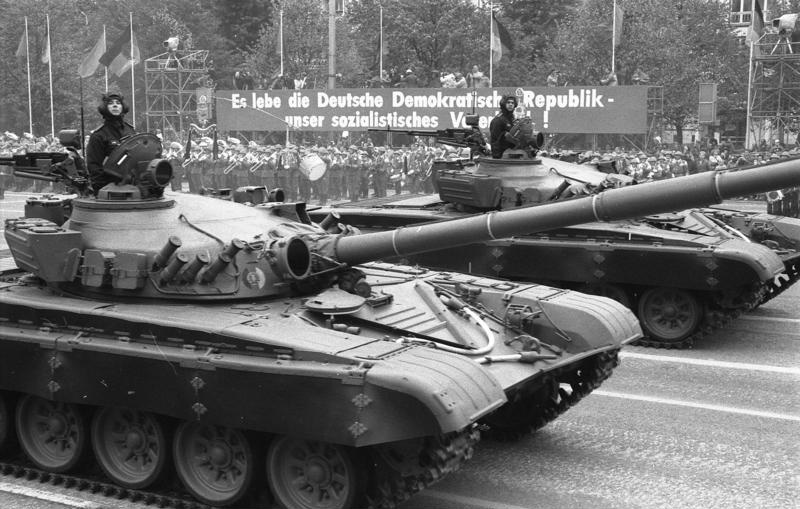
T-72 der 9. PD 1988 in Berlin

Die Ausbildung in der Division, bezeichnet als Gefechtsausbildung der Truppen, war darauf gerichtet, das militärische Handwerk gut zu erlernen. In nahen Standorträumen unterlag die Ausbildung keinerlei Einschränkungen durch die erhobene Forderung nach ständiger Gefechtsbereitschaft. Seit den 1970er Jahren, mit Einführung neuer Ausbildungsprogramme, verlief die Ausbildung in jedem Ausbildungshalbjahr (Dezember–Mai bzw. Juni–November) in fünf Etappen:
- Militärische Einzelausbildung in der jeweiligen Dienststellung;
- Einheitsausbildung (Gruppe/Besatzung/Bedienung, Zug, Kompanie/Batterie) und „Komplexausbildung“ mehrerer Waffengattungen sowie die Herstellung der Geschlossenheit für Bataillone/Abteilungen;
- Taktische Übungen mit und ohne Gefechtsschießen;
- Abschlussüberprüfung oder Inspektion, in der Regel verbunden mit Truppenübungen der Truppenteile und der Division;
- Militärische Grundausbildung der Neueinberufenen sowie zeitgleich die Vorbereitung der Technik, Bewaffnung und Ausbildungsbasis auf die nächste Nutzungsperiode (Sommer oder Winter).

Aus dem Truppenbestand des Militärbezirks V, darunter aus der 9. PD, wurden die Kräfte und Mittel für Ehrenparaden in der Hauptstadt der DDR, Berlin, gestellt. Für diese Verbände, Truppenteile und Einheiten waren modifizierte Ausbildungsetappen in der Einheitsausbildung vorgesehen.

### Übungstätigkeit in der 9. PD
Im Zuge dieser Ausbildungsorganisation war gesichert, dass der Wehrdienstleistende im Verlaufe seiner Dienstzeit an ein bis zwei Übungen der Kompanie-/Batterie-Ebene und an einer gleichen Anzahl Übungen in der Bataillons-/Abteilungsebene teilnahm.
Im Weiteren absolvierte die 9. PD:
- im Zweijahres-Rhythmus eine Truppenübung der Division bzw. eine Kommandostabsübung für die Stäbe der Division und der Truppenteile, unter Teilnahme von Darstellungstruppen;
- in den Jahren ohne Divisionsübung leiteten die Führungsorgane der 9. PD taktische Übungen der Regimenter (PR, MSR) mit und ohne Gefechtsschießen;
- die Teilnahme an Manövern im Koalitionsbestand (siehe unten).

### Höhere Bereitschaftsstufen für die 9. PD

#### Handlungen der 9. PD während der Grenzsicherung zu West-Berlin (1961)
Der Ministerrat der DDR wurde formell am 11. August 1961 durch die Volkskammer der DDR beauftragt, zur Sicherung an der Staatsgrenze der DDR, einschließlich der Grenze zum Gebiet von West-Berlin, erforderliche Maßnahmen einzuleiten, die sich aus Vereinbarungen der Teilnehmerstaaten des Warschauer Vertrags ergaben. Ein Stab unter Leitung des Sekretärs des Nationalen Verteidigungsrats (NVR) der DDR, Erich Honecker, koordinierte die Handlungen. Der Vorsitzende des NVR, Walter Ulbricht, setzte am 12. August gegen 16 Uhr die vorbereiteten Befehle und Anweisungen in Kraft.
Die Nationale Volksarmee wurde am 13. August 1961 durch den Minister für Nationale Verteidigung in die Stufe „Erhöhte Gefechtsbereitschaft“ in den Kasernen versetzt. Auch in der 9. PD wurde der Einsatz je eines diensthabenden Bataillons (einer Abteilung) in den Regimentern organisiert. Die Dienstzeit der im Herbst zu Entlassenden wurde zunächst bis Ende Dezember 1961 verlängert. Mit Befehl Nr. 01/1961 „zur Sicherung der Sektorengrenze und am Außenring von Westberlin“ wurde der Einsatz von Kräften und Mitteln der NVA, darunter aus der 1. MSD und 8. MSD des Militärbezirks V, befohlen.
Die Rückverlegung dieser Kräfte in die Standorte erfolgte entsprechend dem am 20. September 1961 erteilten Befehl Nr. 03/1961 des Ministers für Nationale Verteidigung bis zum 22. September 1961. Ab 23. September setzten die Divisionen den normalen Dienstbetrieb fort. Die Ausbildung der Freiwilligen im Herbst 1961 erfolgte in Ausbildungsregimentern.
Mit Beschluss des Ministerrats vom 9. Oktober 1961 wurde die Dienstzeit der im Herbst zur Entlassung stehenden, freiwillig Dienenden bis Ende April 1962 verlängert.

#### Handlungen der 9. PD während der Kuba-Krise (1962)
Im Zusammenhang mit der angespannten militärpolitischen Lage zwischen den Vereinigten Staaten und der Sowjetunion in der „Kubakrise“ wurde erstmals am 23. Oktober 1962 die „Erhöhte Gefechtsbereitschaft“ für die Vereinten Streitkräfte des Warschauer Vertrages angewiesen. Laut Befehl Nr. 104/62 des Ministers stellte auch die 9. PD die Höhere Bereitschaftsstufe her. Die damit verbundene Ausgangs- und Urlaubssperre, der Aufschub der Herbstentlassungen und die Aktivitäten der Mobilmachungsbereitschaft endeten am 21. November 1962.

#### Handlungen des MB V zum „Prager Frühling“ (1968)
Auf Druck der Bevölkerung der ČSSR begann die Tschechoslowakische KP (KPČS) unter Alexander Dubček im Frühjahr 1968 ein Liberalisierungs- und Demokratisierungsprogramm („Prager Frühling“) umzusetzen. Die sowjetischen Militärs zählten von Anfang an zu den entschiedensten Gegnern der Prager Reformer. Die Aufdeckung eines speziellen NATO-Operationsplanes „Zephir“ und die Information über die Errichtung eines Sonderstabes des NATO-Oberkommandos Europa zur „Bearbeitung des tschechoslowakischen Problems“ sowie das für Oktober 1968 nahe der Grenze zur ČSSR geplante Korps-Manöver der Bundeswehr „Schwarzer Löwe“ wurden von den Warschauer Vertragsstaaten als militärische Bedrohung bewertet.
Die Reaktion des Warschauer Paktes auf diese Lageeinschätzungen war die operativ-taktische und logistische Vorbereitung einer Intervention mittels Übungen und Manövern unter der Vorgabe als normale gemeinsame Ausbildungsmaßnahmen der verbündeten Streitkräfte. Anfang/Mitte Juli 1968, als sich die Lage in der Tschechoslowakei zuspitzte, stimmte Walter Ulbricht dem Vorschlag des Oberkommandierenden des Warschauer Paktes Marschall Jakubowski zu, auch NVA-Truppen, die 7. Panzerdivision und die 11. Mot.-Schützendivision an einer militärischen Intervention (Operation „Donau“ – ru. операция «Дунай») zu beteiligen.
Mit Auslösung der Stufe „Erhöhte Gefechtsbereitschaft“ für die gesamte NVA am frühen Morgen des 21. August 1968 stellte auch die 9. PD in den Standorten die höhere Bereitschaftsstufe her. Am 11. September 1968 ging die 9. PD zum normalen Dienstbetrieb (Stufe „Ständige Gefechtsbereitschaft“) über.

#### Handlungen der 9. PD während der Krise in der Volksrepublik Polen (ab 1980)
Als sich 1980 die Lage in Polen durch Streiks und Versorgungsengpässe zuspitzte und der Warschauer Pakt eine militärische Intervention in dem Land vorbereitete, wurde von der DDR-Führung die 9. Panzerdivision dafür bestimmt, sich für einen Einmarsch in Polen bereitzuhalten. Sie wurde dazu in die Bereitschaftsstufe Gefechtsbereitschaft bei Kriegsgefahr versetzt; mit detaillierten Planungen für den Einmarsch wurde begonnen. Dieser Befehl wurden erst 1982 aufgehoben, nachdem in der Zwischenzeit das Kriegsrecht in Polen verhängt worden war.

### Auswirkungen der DDR-Abrüstungsinitiative 1989
Am 23. Januar 1989 erklärte der Nationale Verteidigungsrat der DDR im Rahmen des politischen Dialoges zur Verminderung der Streitkräfte und konventionellen Rüstungen in Europa die Bereitschaft der DDR, einen konstruktiven einseitigen Beitrag zum Abrüstungsprozess zu leisten. Neben der Demobilisierung von 10.000 Soldaten sollten auch sechs Panzerregimenter und ein Fliegergeschwader aufgelöst werden.
Für die 9. PD bedeutete die Umsetzung des Abrüstungsvorschlags die Auflösung des Panzerregiments PR-23 laut Befehl Nr. 35/89 des Ministers für Nationale Verteidigung vom 25. April 1989 in kurzer Zeit. Am Standort Stallberg wurde zum 1. November 1989 die Ausbildungsbasis 8 (Abas-8) formiert, die über ein Panzer-Lehrbataillon, ein Mot.-Schützenbataillon (MSB) mit Arbeitskommandos (Volkswirtschaft) und Sicherstellungseinheiten verfügte.

### Auswirkungen des politischen Führungswechsels 1990

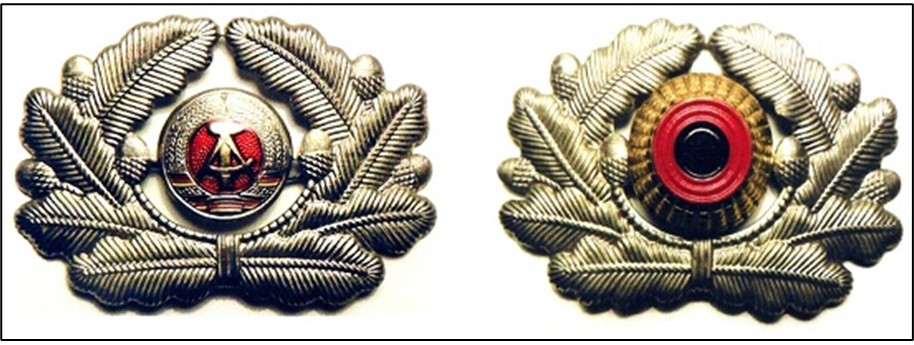
Austausch – NVA-Mützen-Kokarde, Staatswappen auf Schwarz-Rot-Gold, nach Führungswechsel Mitte 1990.

Die politischen Machtstrukturen, deren Bestandteil die 9. PD war, mussten sich im Ergebnis der Volkskammerwahlen vom März 1990 einem politischen Führungswechsel unterziehen. Der neue Minister für Abrüstung und Verteidigung (MfAV), Rainer Eppelmann, nährte die Hoffnungen auf ein Fortbestehen eigenständiger Streitkräfte:
- Der Minister proklamierte in der Folgezeit eine 100.000-Mann-Armee.
- Er ließ die Angehörigen der Streitkräfte im Juli 1990 neu auf die Staatsflagge der DDR vereidigen.

Der Prozess einer Selbstkorrektur und Erneuerung des militärischen Lebens in der 9. PD kam mit dem raschen deutschen Vereinigungsprozess spätestens Anfang August 1990 zum Erliegen.
Mit Befehl Nr. 48/90 des MfAV entfielen die Ehrennamen der Truppenteile der NVA und damit auch des Panzerverbands „Heinz Hoffmann“. Durch Ministerbefehl erfolgte am 30. September 1990 die Entlassung sämtlicher Generale und des Hauptbestandes der Berufssoldaten mit einer dreißig- bis vierzigjährigen Dienstzeit.

### Auflösung der 9. PD
Mit dem Beitritt der Deutschen Demokratischen Republik zur Bundesrepublik Deutschland wurde die NVA und damit ihr Strukturelement 9. Panzerdivision am 2. Oktober 1990 aufgelöst.
Den Vorgesetzten aller Stufen war es bis dahin trotz angespannter Lage gelungen, die Sicherheit in den militärischen Objekten zu gewährleisten, die Abmunitionierung der Gefechtstechnik zeitgerecht und ohne Verluste durchzuführen sowie alle sicherheitsrelevante Technik, Ausrüstung und Reserven auf eine vollzählige Übergabe vorzubereiten. Erkundungsgruppen des Heeres der Bundeswehr hatten ihre Tätigkeit in den Standorten der 9. PD aufgenommen. Einzelne Heeresangehörige verblieben in den Standorten bis zur Übergabe. Der Divisionskommandeur, Oberst Karl-Heinz Marschner, war mit der Vorbereitung der Übergabe betraut.
Per Ministerbefehl wurden Militärangehörige wie Zivilbeschäftigte der NVA aus ihren Verpflichtungen entlassen. An den Standorten fanden Abschlussappelle mit dem zivilen und militärischen Personal statt. Die Truppenfahnen wurden eingerollt und vom Platz getragen. Die verbleibenden Angehörigen der NVA hatten einen Bescheid über die Weiterverwendung in der Bundeswehr erhalten.
Mit dem Inkrafttreten des Einigungsvertrags übernahm der Bundesminister der Verteidigung am 3. Oktober 1990 die Befehls- und Kommandogewalt über die deutschen Streitkräfte im Osten Deutschlands. Die Truppenteile der bisherigen 8. MSD wurden ab dem 3. Oktober 1990 als Strukturelemente sowie mit dem verbliebenen Personal dem Bundeswehrkommando Ost (Standort Strausberg) unterstellt und dem Wehrbereich VIII (Standort Neubrandenburg), Befehlshaber Generalmajor Ruprecht Haasler, angegliedert und vom bisherigen Kommandeur Oberst Karl-Heinz Marschner bis zur Übergabe geführt.
Die militärischen Formationen und Objekte des ehemaligen Militärbezirks V wurden im neu geschaffenen Wehrbereich VIII zusammengefasst – seit 1991 als Division/Wehrbereichskommando VIII bezeichnet, jedoch 1995 in Wehrbereichskommando VIII/14. Panzergrenadierdivision umbenannt.

## Kommandeure
| Damaliger Rang | Name                  | Zeitraum                                |
| -------------- | --------------------- | --------------------------------------- |
| Oberst         | Reinhold Tappert      | 15. September 1956 bis 15. Oktober 1959 |
| Oberst         | Erich Peter           | 15. Oktober 1959 bis 14. Mai 1960       |
| Oberstleutnant | Kurt Lange            | 14. Mai 1960 bis 31. Juli 1964          |
| Oberst         | Rolf Kappis           | 1. August 1964 bis 31. August 1968      |
| Oberst         | Walter Krysmann       | 1. September 1968 bis 31. August 1973   |
| Oberst         | Manfred Gehmert       | 1. September 1973 – 20. Oktober 1977    |
| Oberst         | Horst Sylla           | 20. Oktober 1977 bis 31. August 1982    |
| Oberst         | Franz Erdmann         | 1. September 1982 bis 31. Oktober 1987  |
| Oberst         | Hans-Christian Reiche | 1. November 1987 bis 31. Oktober 1989   |
| Oberst         | Karl-Heinz Marschner  | 1. November 1989 bis 2. Oktober 1990    |

## Organisation

### Angaben zur Gliederung, Struktur und Lage der 9. PD (1990)
Die Gliederung, Struktur, Ausrüstung mit Technik und Bewaffnung der Truppenteile und Einheiten sowie die Standortbelegung in der 9. Panzerdivision unterlagen mehrfachen Veränderungen und Ergänzungen.
Die nachfolgende Tabelle bezieht sich auf die Strukturelemente und Standorte in der 9. PD. (Lage am Jahresanfang 1990.)
Hier nicht gezeigt: Vorangegangen war am Standort Spechtberg im Herbst 1989 die Auflösung der Panzerregimenter PR-21 und PR-22 sowie am Standort Stallberg die Auflösung des PR-23 und gleichzeitige Formierung der Ausbildungsbasis Abas-8.
| Truppenteil/Einheit Bezeichnung, Abkürzung | Ehrenname TT           | Stationierung          |
| ------------------------------------------ | ---------------------- | ---------------------- |
| Panzerregiment PR-21                       | Walter Empacher        | Spechtberg (Lage)      |
| Panzerregiment PR-22                       | Soja Kosmodemjanskaja  | Spechtberg (Lage)      |
| Panzerregiment PR-23                       | Julian Marchlewski     | Stallberg (Lage)       |
| Mot.-Schützenregiment MSR-9                | Rudolf Renner          | Drögeheide (Lage)      |
| Artillerieregiment AR-9                    | Hans Fischer           | Eggesin (Karpin)(Lage) |
| Raketenabteilung RA-9                      | Otto Nuschke           | Spechtberg (Lage)      |
| Geschosswerferabteilung GeWA-9             | Friedrich Ebert        | Karpin (Lage)          |
| Fla-Raketenregiment FRR-9                  | Rudolf Dölling         | Karpin (Lage)          |
| Aufklärungsbataillon AB-9                  | Eduard Claudius        | Drögeheide (Lage)      |
| Pionierbataillon PiB-9                     |                        | Karpin (Lage)          |
| Bataillon Chemische Abwehr BChA-9          | Michael Niederkirchner | Karpin (Lage)          |
| Nachrichtenbataillon NB-9                  | Adolf Bytzeck          | Eggesin (Lage)         |
| Instandsetzungsbataillon IB-9              | Paul Dessau            | Drögeheide (Lage)      |
| Bataillon Materielle Sicherstellung BMS-9  | Robert Stamm           | Drögeheide (Lage)      |
| Sanitätsbataillon SanB-9                   | Wolfgang Langhoff      | Drögeheide (Lage)      |

- Karte mit allen Koordinaten:
- OSM |
- WikiMap

### Angaben zur Herkunft und Entwicklung der Truppenteile und Einheiten der 9. PD

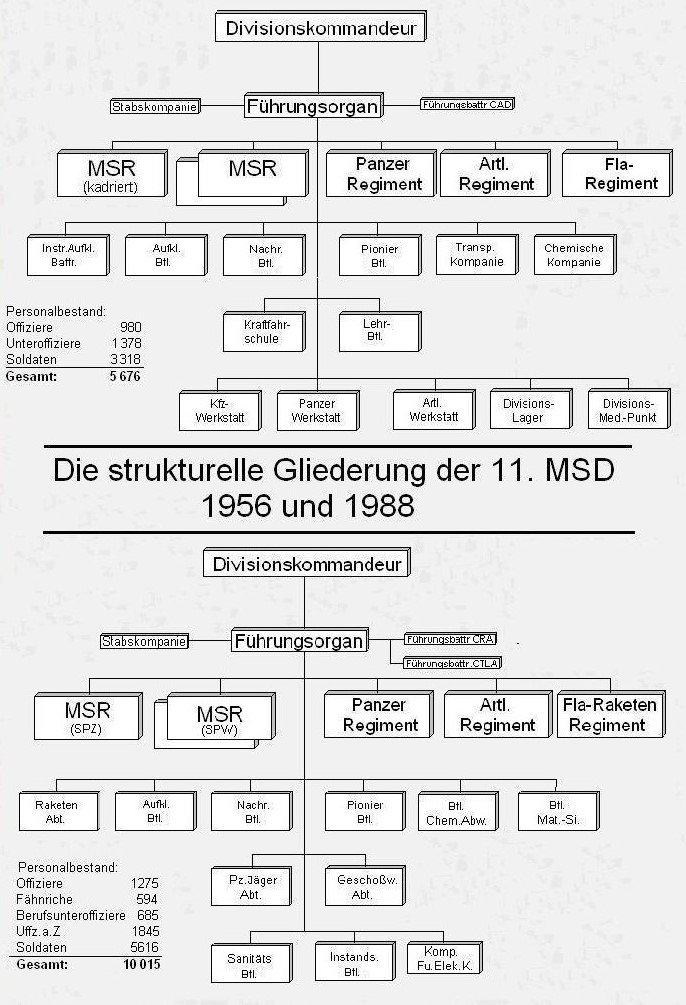
Gliederung einer MSD (NVA)
im Vergleich 1956–1988, z. B. 11. MSD

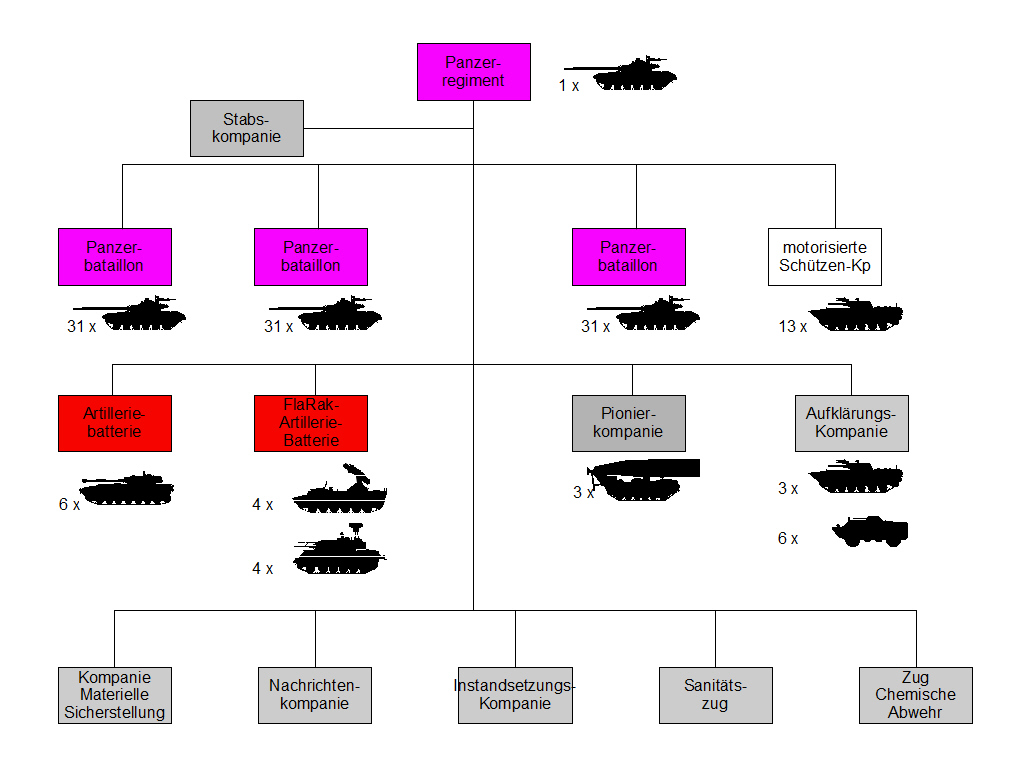
Gliederung eines Panzerregiments der Nationalen Volksarmee

Gliederungsgrundlage für die Schaffung dieses Verbandstyps war anfangs weitestgehend die Panzerdivision der Sowjetarmee. Die Gliederung, Struktur, Ausrüstung mit Technik und Bewaffnung der Truppenteile und Einheiten sowie die Standortbelegung in der 9. Panzerdivision unterlagen mehrfachen Veränderungen und Ergänzungen. Ihre Struktur entsprach in späteren Jahren einem Personalbestand von nahezu 8.500 im Garnisonsdienst. Im Unterschied zu den sowjetischen Divisionen hatten die Divisionen der NVA keine Kampfhubschrauber und verfügten bei den Mot.-Schützen- und Panzerformationen über geringeren Kampfbestand.

Gliederung einer Panzerdivision
und einer Mot.-Schützendivision (NVA)

Die nachfolgende Tabelle bezieht sich auf die Herkunft der Formationen aus der Kasernierten Volkspolizei (KVP) und die Entwicklung der Strukturelemente und Standorte in der 9. PD.
| KVP Kommando, Einheit, Einrichtungen               | NVA seit Jahr | NVA Standort und Veränderungen                     | NVA Truppenteil, Einheit, Einrichtung Bezeichnung, Abkürzung                                                                   | aufgestellt/ umformiert Datum | Truppenfahne TF verliehen am Ehrenname (seit)               |
| -------------------------------------------------- | ------------- | -------------------------------------------------- | --- | --- | ----------------------------------------------------------- |
| Mechanisierte Bereitschaft Eggesin / Führung, Stab | 1956          | - Eggesin (Karpin)(Lage)                           | 9. Panzerdivision Führung, Stab / 9. PD                                                                                        | - 15. September 1956 aufgestellt - 24. Februar 1986 umbenannt | TF 15. September 1956 Heinz Hoffmann (24. Februar 1986)     |
| Kräfte / Mech. Bereitschaft Eggesin                | 1956          | - Spechtberg (Lage)                                | Panzerregiment PR-21 | - 15. September 1956 aufgestellt - 1989? aufgelöst | TF 10. Dezember 1956 Walter Empacher (1. März 1972)         |
| Mittleres C-Kommando / Mech. Bereitschaft Eggesin  | 1956          | - Spechtberg (Lage)                                | Panzerregiment PR-22 | - 15. September 1956 aufgestellt - 1989? aufgelöst | TF 1. März 1958 Soja Kosmodemjanskaja (28. Februar 1973)    |
| 2. Mech. Kommando / Mech. Bereitschaft Eggesin     | 1956          | - Karpin - Mai 1977 Stallberg (Lage)               | Panzerregiment PR-23 | - 15. September 1956 aufgestellt - 1. November 1989 aufgelöst | TF 5. Oktober 1957 Julian Marchlewski (3. Juni 1966)        |
| 3. Mech. Kommando / Mech. Bereitschaft Eggesin     | 1956          | - Karpin - Drögeheide (Lage)                       | Mechanisiertes Regiment MR-9 - Mot.-Schützenregiment MSR-9                                                                     | - 15. September 1956 aufgestellt - Dezember 1957 umbenannt in MSR-9 - April 1974 verlegt n. Drögeheide                                                           | TF 1. März 1957 Rudolf Renner (5. Oktober 1974)             |
| C-Lehrabteilung Regimentsschule 9                  | 1956          | - Eggesin                                          | Lehrbataillon LB-9 | - 15. September 1956 aufgestellt - 1961 aufgelöst |                                                             |
| B-Kommando / Mech. Bereitschaft Eggesin            | 1956          | - Karpin (Lage)                                    | Artillerieregiment AR-9 | - 15. September 1956 | TF 7. Oktober 1959 Hans Fischer (1. März 1974)              |
|                                                    | 1974          | - Karpin (Lage)                                    | - Geschosswerferabteilung GeWA-9                                                                                               | - 1. November 1974 aufgestellt | TF 7. Oktober 1979 Friedrich Ebert junior (3. Oktober 1986) |
|                                                    | 1962          | - Spechtberg (Lage)                                | selbstständige Artillerieabteilung sAA-9 - Raketenabteilung RA-9                                                               | - 11. Mai 1962 aufgestellt - 7. Oktober 1967 umbenannt - 30. September 1990 Auflösung                                                                            | TF 1. März 1964 Otto Nuschke (7. Oktober 1987)              |
| S-5-Abteilung Eggesin                              | 1956          | - Altwarp - ab 1961 Karpin(Lage)                   | Flak-Regiment FR-9 - Flak-Abteilung FA-9 - Flak-Regiment FR-9 - Fla-Raketenregiment FRR-9                                      | - 15. September 1956 aufgestellt - Sept. 1961 verlegt n. Eggesin (Karpin) - 1. Oktober 1961 umformiert - 1. November 1974 Aufwuchs - 1. November 1977 umformiert | TF 1. März 1959 Rudolf Dölling (28. Februar 1981)           |
| S-1 Bataillon / Mech. Bereitschaft                 | 1956          | - Eggesin (Karpin) - ab Mai 1968 Drögeheide (Lage) | Aufklärungsbataillon AB-9 - Aufklärungskompanie AklK-9 - Aufklärungsbataillon AB-9                                             | - 15. September 1956 aufgestellt - 23. September 1961 kadriert - 1. Dezember 1965 neu aufgestellt - 1968/69 umformiert                                           | TF 07.10.1959/27.02.1967 Eduard Claudius (7. Oktober 1987)  |
| D-1-Abteilung Eggesin                              | 1956          | - Karpin (Lage)                                    | Nachrichtenbataillon NB-9 | - 15. September 1956 aufgestellt | TF? Adolf Bytzeck                                           |
| D-2-Abteilung Eggesin                              | 1956          | - Karpin (Lage)                                    | Pionierbataillon PiB-9 | - 15. September 1956 aufgestellt | TF 7. Oktober 1961                                          |
| Schutz-Kompanie / Mech. Bereitschaft               | 1956          | - Karpin (Lage)                                    | Chemische Kompanie ChKp-9 - Kompanie Chemische Abwehr KChA-9 - 1977 Bataillon Chemische Abwehr BChA-9                          | - 15. September 1956 aufgestellt - 1. Oktober 1961 umbenannt - 1. November 1977 umformiert                                                                       | TF 1. Oktober 1979 Michael Niederkirchner (2. Oktober 1989) |
| Kraftfahrschule Eggesin                            | 1956          | - Eggesin                                          | Kraftfahrschule-9 | - 15. September 1956 aufgestellt - 1958? aufgelöst |                                                             |
| Kfz.-Kompanie / Mechanisierte Bereitschaft         | 1956          | - Karpin - Drögeheide (Lage)                       | Transportbataillon TB-9 - Transportkompanie TK-9 - Kfz.-Transportbataillon KfzTB-9 - Bataillon Materielle Sicherstellung BMS-9 | - 15. September 1956 aufgestellt - 15. September 1956 umbenannt - 1. Oktober 1961 neuaufgestellt - Mai 1968 verlegt n. Drögeheide - 1. Dezember 1981 umformiert  | TF? Robert Stamm (6. Oktober 1988)                          |
| Sanitätsabteilung Ueckermünde / Mech. Bereitschaft | 1956          | - Ueckermünde - Karpin (Lage)                      | Divisions-Med.-Punkt DMP-9 - Sanitätsbataillon SanB-9 - Sanitätskompanie Sank-9                                                | - 15. September 1956 aufgestellt - Dezember 1963 verlegt n. Karpin - 1. Dezember 1964 umbenannt                                                                  | TF 29. Februar 1988 Wolfgang Langhoff (6. Oktober 1988)     |
|                                                    | 1971          | - Karpin - Drögeheide (Lage)                       | Instandsetzungsbataillon IB-9                                                                                                  | - 1. Dezember 1971 aufgestellt - Juni 1976 verlegt n. Drögeheide                                                                                                 | TF 1975 Paul Dessau (1. März 1988)                          |

## Ausrüstung

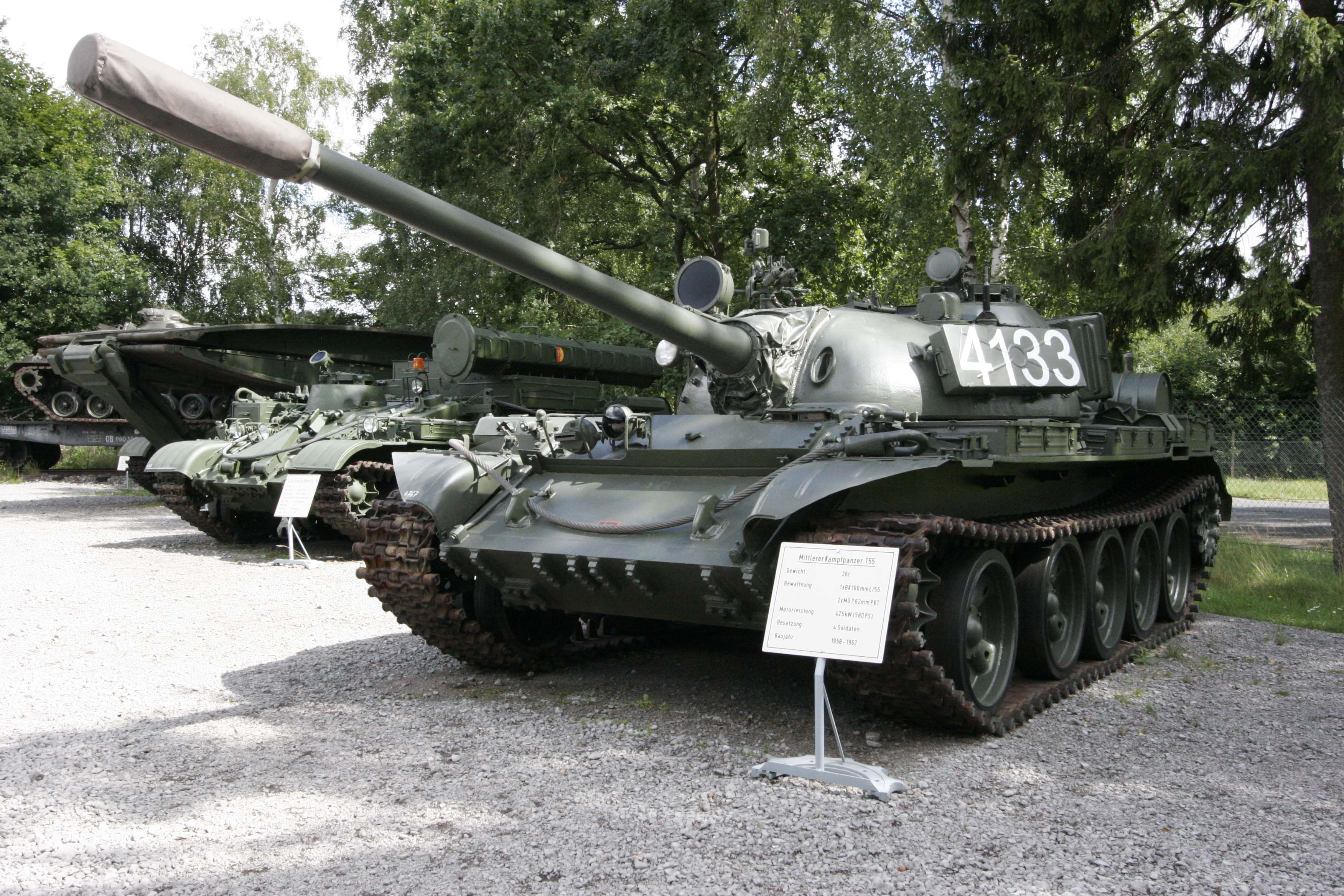
T-55-Panzer der NVA

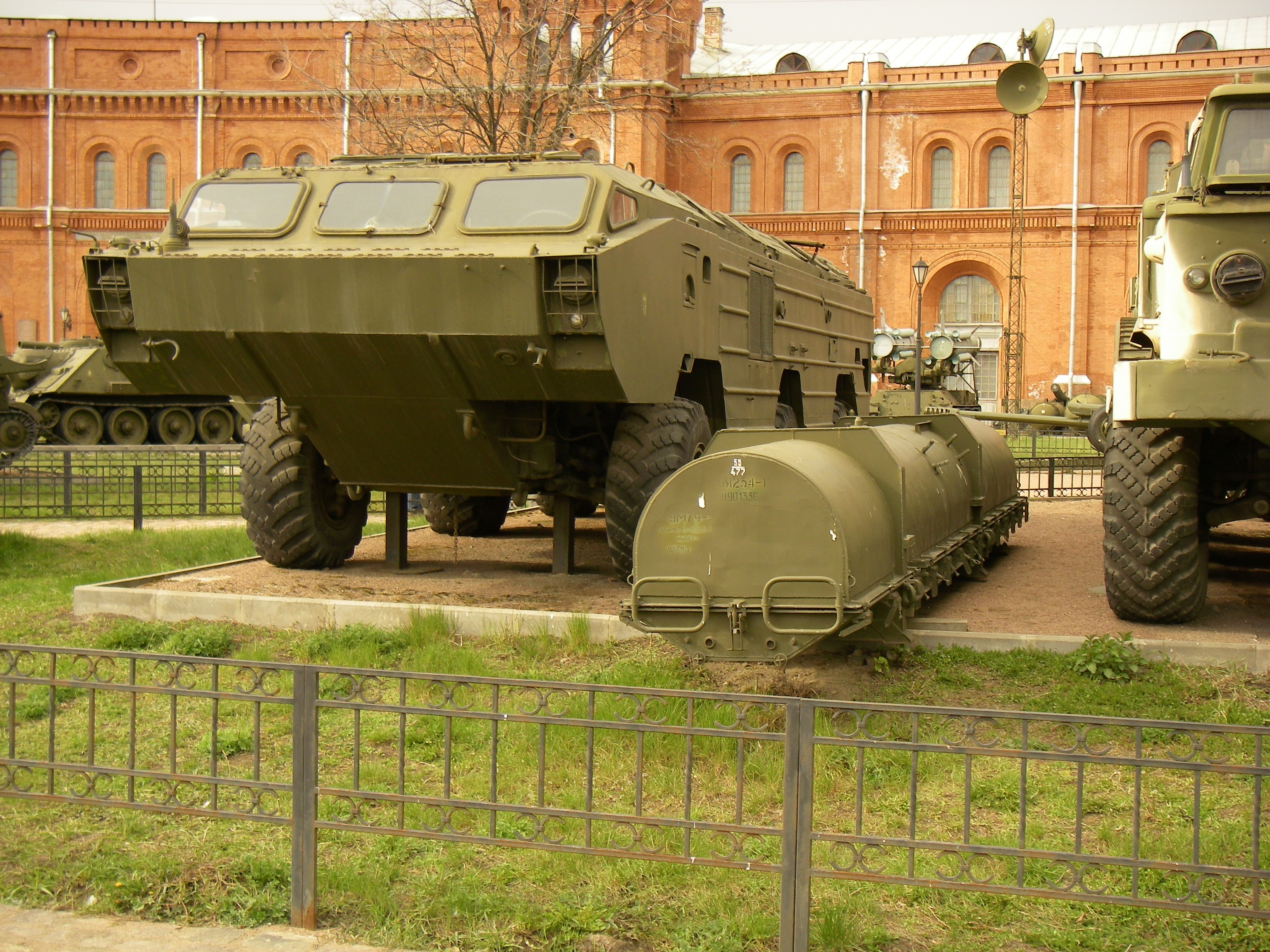
SS-21 Scarab (9P129 Totschka)

Die Division wurde bereits bei ihrer Aufstellung mit fabrikneuen T-54-Panzern, aber auch noch mit T-34-Panzern ausgestattet und hatte erst 1964 ihren vollen Ausrüstungsstand erreicht. Im Frühjahr 1978 wurden 35 T-72-Panzer beschafft, die vor allem vom Typ T-72M und T-72M1 (zwei Stück) waren. Mit 31 Panzern wurde im Panzerregiment 23 „Julian Marchlewski“ in Stallberg ein IV. Panzerbataillon (Überstruktur) gebildet; ein Panzer ging nach Großenhain und drei Panzer dienten der Unteroffizierschule Karpin zur Ausbildung von Kommandanten und Fahrern.
Bei ihrer Aufstellung wurden die Mot-Schützen-Verbände der Division mit BTR-40 (SPW-40) und BTR-152 (SPW-152) Schützenpanzern ausgestattet. Mitte der 60er Jahre liefen dann BTR-60 (SPW-60) sowie ab 1978 BTR-70 (SPW-70) und BMP-1 zu. Die Einführung des BMP-2 erfolgte nur im Mot.-Schützenregiment 9 „Rudolf Renner“. Hier waren die 3. und 6. Mot.-Schützenkompanie mit jeweils zehn BMP-2 ausgerüstet. Dies waren in der gesamten NVA die einzigen BMP-2, die in die Truppe kamen. Zwei weitere BMP-2 gehörten zur Fachrichtung 2 Mot.-Schützen am Ausbildungszentrum 20.
Der Istbestand 1990 umfasste:
- 4 Startrampen SS-21 Scarab
- 322 T-72
- 146 BMP
- 42 BTR
- 349 Geschütze und Geschosswerfer
- 15 Brückenlegepanzer MT-55 auf Basis T-55[85]

## Ehrungen
Zu Ehren des verstorbenen Ministers für Nationale Verteidigung erhielt die Division am 24. Februar 1986 den Ehrennamen Heinz Hoffmann.